# Ясько Єлизавета Олексіївна
Єлизавета Олексіївна Ясько (17 жовтня 1990 , Київ ) — народний депутат України IX скликання, політолог, продюсер.
Народний депутат України ІХ скликання, член Комітету з питань зовнішньої політики та міжпарламентського співробітництва, голова підкомітету з питань міжпарламентського співробітництва, двосторонніх та багатосторонніх відносин.
Голова української делегації у Парламентській асамблеї Ради Європи (2019—2021).
Продюсер фільму «Крим: брудний секрет Росії».

## Освіта
У 2008—2012 роках навчалась на філософському факультеті Київського національного університету імені Тараса Шевченка, здобула бакалаврський ступінь з політології з відзнакою.
У 2014 році там же здобула магістерський ступінь з політології.
У 2013—2014 роках за програмою обміну з Київським національним університетом імені Тараса Шевченка навчалася в Московському державному університеті імені М. В. Ломоносова.
У 2016—2017 роках навчалась в Оксфордському університеті, закінчила магістратуру з публічної політики. Стала першою українкою, яка закінчила Школу державного управління Блаватніка в Оксфордському університеті (Blavatnik School of Government, University of Oxford). Під час навчання в Оксфорді була президентом української спільноти Оксфордського університету. Кошти на навчання в Оксфорді збирала протягом трьох років, загалом від більш ніж 50 донорів. Отримала фінансування через численні стипендіальні програми (Всесвітні студії, Seed Grant) та краудфандинг.

## Професійна діяльність
У 2011—2012 роках проходила стажування в Комітеті з питань культури та духовності та Європейському центрі інформаційної підтримки при Комітеті з питань європейської інтеграції Верховної Ради України.
Протягом 2013—2016 років входила в робочі групи з розробки реформ у сфері культури з низкою громадських організацій та політичних діячів, займалась експертною діяльністю.
Упродовж 2014—2016 роців працювала менеджеркою проєктів в агенції із стратегічних комунікацій CFC Consulting, Українському кризовому медіа-центрі, в команді стратегічних комунікацій Адміністрації Президента України. Була виконавчою директором музичної кампанії «Свідок», присвяченої 75-й річниці трагедії Бабиного Яру (яка отримала першу в історії України нагороду на міжнародному фестивалі креативності «Канські Леви») та української кампанії до референдуму 2016 року в Нідерландах «Hop Nederland Hop» щодо Угоди про асоціацію між Україною і ЄС. Координувала мультимедійний проєкт «UN Hundred», репрезентований українською делегацією на сесії Генеральної Асамблеї ООН у Нью-Йорку світовим лідерам у 2014—2015 роках.
У 2017 році працювала в Міністерстві з питань диджиталізації, культури, медіа та спорту Великої Британії. Проводила дослідження та займалась розробкою державних політик щодо покращення можливостей доступу до мистецької освіти для вразливих верств населення у Великій Британії.
Після повернення в Україну створила ініціативу Yellow Blue Strategy, що займається культурними та освітніми проєктами на тему культурної дипломатії, політики щастя, можливостей навчання за кордоном та розвитку креативної економіки в Україні. Діяльність Yellow Blue Strategy охоплювала також створення документальних фільмів, що відбувалося у співпраці з Clover Films.
Єлизавета Ясько є продюсеркою фільму «Крим: брудний секрет Росії», який вийшов на телеканалі Aljazeera у 2019 році. Фільм був показаний і в Україні. Також продюсувала серії документальних фільмів про історію КДБ, які вийшли на європейських телеканалах ZDF та ARTE.
У 2018 році займалась розвитком стартапу та стала віцепрезидентом з питань позитивного впливу на суспільство та зовнішніх відносин у YOUNK, першому музичному лейблі, заснованому на технології блокчейн.
У 2019 році була гостьовою лекторкою в Українському католицькому університеті. Читала лекції на теми культурної дипломатії та стратегічних комунікацій України.

## Політична кар'єра
З серпня 2019 року — народний депутат України ІХ скликання, обрана на парламентських виборах 21 липня 2019 року від політичної партії «Слуга народу», № 15 у списку.
Член Комітету ВРУ з питань зовнішньої політики та міжпарламентського співробітництва, голова підкомітету з питань міжпарламентського співробітництва, двосторонніх та багатосторонніх відносин. Голова Постійної делегації Верховної Ради України у Парламентській асамблеї Ради Європи.
Член Лічильної комісії Верховної Ради України.
Голова міжфракційного депутатського об'єднання «Щаслива Україна», створеного з метою сприяння розвитку щасливого суспільства в Україні. МФО «Щаслива Україна» об'єднуватиме зусилля органів влади та місцевого самоврядування, громадського сектору для налагодження суспільного діалогу, добробуту, відчуття безпеки та віри в майбутнє.
Член міжфракційного депутатського об'єднання «Бренд держави — Україна».
Член груп з міжпарламентських зв'язків з Японією, США, Великою Британією, ОАЕ, Саудівською Аравією, Швейцарією, Францією, Туреччиною.
Активно взаємодіє з експертним громадянським суспільством, організовує експертні обговорення з питань перспектив міжпарламентського співробітництва, діяльності України у ПАРЄ. Брала участь у конференції у форматі відкритого діалогу 15th Kyiv Dialogue за участі посла Німеччини в Україні, депутатів Верховної Ради та Європарламенту.
Підтримує розвиток ромських громад в Україні та захист їхніх прав як етнічної меншини.
Є авторкою законопроєктів: Про засади санкційної політики (5191) та зміни до Кримінального процесуального (5192) та Кримінального кодексів України (5193), Про політику невизнання (5165) та зміни до Кримінального кодексу України (5166), Закон про допомогу людям з недемократичних країн (5194) та зміни до ПКУ (5195).
Співголова міжфракційного депутатського об'єднання «Україна 603,7». Діяльність МФО спрямована на об'єднання зусиль органів влади, органів місцевого самоврядування та громадського сектору для забезпечення та підтримки захисту територіальної цілісності України, прав і свобод громадян України на окупованих територіях.

## Діяльність в ПАРЄ
17 вересня 2019 року Єлизавету Ясько обрано Головою Постійної делегації Верховної Ради України у Парламентській асамблеї Ради Європи.
Українська делегація за очільництва Ясько офіційно відмовилась від участі в осінній сесії ПАРЄ, що відбувалась з 30 вересня по 4 жовтня 2019 року як протест проти повернення Росії до асамблеї без виконання вимог резолюцій ПАРЄ, вперше після того, як 10 квітня 2014 року РФ була позбавлена права голосу та виключена з керівних органів організації.
Водночас Ясько провела низку консультацій з європейськими політиками у ПАРЄ восени 2019 року, у тому числі з представниками делегацій, що голосували за повернення РФ до сесійної зали ПАРЄ — Францією та Німеччиною. Унаслідок зустрічей, 1 жовтня 2019 року делегації Естонії, Литви, Латвії, Грузії та України створили неформальну міжпарламентську групу Балтік+ з метою координації роботи у Асамблеї. Група планує протидіяти спробам Росії дестабілізувати ПАРЄ та всю Європу, а також виступає з позитивним порядком денним у сферах культури, міграції, прав людини та диджиталізації.
16 січня 2020 року Верховна Рада ухвалила постанову про участь української делегації в роботі ПАРЄ у 2020 році. Ясько прокоментувала участь в січневій сесії ПАРЄ тим, що вбачає необхідність у поверненні задля «боротьби у нових умовах на усіх майданчиках». За ініціативи української сторони була здійснена спроба оскаржити повноваження російської делегації у ПАРЄ та призначення Петра Толстого віцепрезидентом асамблеї. Делегація посилалася на систематичне недотримання РФ Резолюцій ПАРЄ стосовно України та Грузії, присутність обраних на незаконних «виборах» у Криму депутатів у складі делегації, а також на висновок Венеціанської комісії від 9 грудня 2019 року про незаконність і тимчасовість анексії Криму, «виборів» окупаційної влади на території Криму та можливість запровадження нових санкцій. Окрім того, Ясько пояснювала повернення до ПАРЄ необхідністю просувати питання деокупації Криму, протидії агресії на сході України, звільнення політв'язнів та заручників, виконання Мінських домовленостей, посилення санкційного режиму проти агресора, боротьби з авторитаризмом у самій Росії.
Щодо стратегії діяльності України у ПАРЄ, окрім питань Криму, Донбасу та незаконного повернення делегації РФ до участі у Асамблеї, Ясько визначила пріоритетним також позитивний порядок денний: права людини, міграція, цифрова трансформація, захист персональних даних.
Ясько заявила: «Важливо, щоб невизнання анексії Криму звучало на всіх дискусіях».
27 січня зустрілася з Генеральним секретарем ПАРЄ Марією Пейчинович-Бурич, де разом із першим заступником голови делегації Сергієм Соболєвим обговорили боротьбу за захист прав людини та безпеку демократії у Європі та перспективи українського позитивного порядку денного.
20 січня 2020 року у складі делегації зустрілася із головами політичних груп Європейської народної партії та Соціалістів, демократів і зелених. На зустрічі обговорювались питання кризи, пов'язаної із поверненням РФ у ПАРЄ. Позиція делегації стосовно нової компліментарної процедури накладення санкцій полягала у недопущенні заміни нею чинних санкцій проти Росії.
28 січня зустрілася із делегаціями Франції та Німеччини, що раніше голосували за повернення Росії до ПАРЄ.
31 січня українська делегація разом із делегаціями країн Балтик+, а також представниками делегацій Великої Британії, Ісландії, Молдови, Польщі, Словаччини та Швеції підписали декларацію про свою незгоду з рішенням про підтвердження повноважень російської делегації в ПАРЄ та вимогу виконання резолюцій, які були прийняті в попередніх роках щодо агресії РФ та ситуації з правами людини у Росії.
7 лютого виступила у ПАРЄ із промовою про неприпустимість безкарності порушень РФ міжнародного права та ситуацією із правами людини, у тому числі стосовно кримських татар в окупованому Криму.
На посаді голови української делегації в ПАРЄ Єлизавета Ясько подала пропозиції резолюцій (motions for the resolutions): «Поступове культурне стирання та інші загрози для культури», «Поляризація політичного середовища як прихована небезпека від переміщення населення».
Після початку протестів у Білорусі Ясько підготувала та оприлюднила Білоруську декларацію, де було засуджено терор проти мирних протестувальників. Документ підписало понад 30 делегатів ПАРЄ з України, Австрії, Великої Британії, Данії, Естонії, Латвії, Литви, Німеччини, Польщі, Словенії, Швеції.
11 січня 2021 року Єлизавету Ясько було усунуто з посади голови української делегації в ПАРЄ, проте вона залишилася членом делегації.
У січні 2021 року Ясько стала постійною членом Моніторингового комітету ПАРЄ.
4 лютого 2021 року обрана постійною представницею України у Європейській комісії проти расизму та нетерпимості.

## Політичні погляди та заяви
У березні 2020 року разом з колегами по фракції «Слуга народу» виступила проти створення Консультативної ради у рамках Тристоронньої контактної групи Мінську. Ясько аргументувала це тим, що поява такої ради фактично змінить формат переговорів, перетворюючи Російську Федерацію на спостерігача, аніж на безпосереднього учасника конфлікту, де-факто визнає представників терористичних організацій «ДНР» та «ЛНР» як правомірних представників ОРДЛО, знівелює українську позицію у міжнародних судах та потенційну компенсацію Україні за шкоду і збитки, спричинені Росією. За словами Ясько, погодження такого формату Консультативної ради загрожує поразкою України на міжнародних платформах, скасуванням міжнародних санкцій, накладених на Росію протягом періоду її збройної агресії, та провалом зусиль України у боротьбі за правду про агресію РФ в умовах інформаційної війни.
16 березня 2019 року разом з іншими народними депутатами підписала лист-звернення до секретаря РНБО Олексія Данілова із проханням звільнити свого радника Сергія Сивохо у зв'язку з його висловлюваннями про «внутрішній конфлікт на Донбасі», що суперечать українському законодавству, де РФ офіційно визнана країною-агресоркою стосовно України.
Разом із групою інших депутатів фракції «Слуга народу» публічно підтримала законопроєкт № 3260 про внесення змін до законодавчих актів України щодо удосконалення деяких механізмів регулювання банківської діяльності. Він визначається як ключовий у рамках розблокування співпраці України з Міжнародним валютним фондом та має на меті недопущення оголошення дефолту України. У дописі на своїй сторінці у Фейсбук Ясько зазначає: «Цей законопроєкт… унеможливить скасування рішення НБУ про націоналізацію/ліквідацію банків та повернення несправедливої компенсації їхнім попереднім власникам».
Виступала авторкою або у співавторстві законопроєктів щодо надання статусу учасника бойових дій добровольцям, про норми етики народних депутатів, створення Національного агентства України з питань подолання наслідків збройної агресії РФ, прозоре регулювання лобіювальної діяльності, підвищення ефективності протидії корупції у правоохоронних органах, рівного гендерного представництва.
Одна із ініціаторів законопроєкту про звернення ВРУ до парламентів інших держав та парламентських асамблей міжнародних організацій щодо засудження російської збройної агресії та порушення РФ прав людини на території окупованого Криму, заяв Верховної Ради України про невизнання легітимності так званих місцевих виборів на території Криму та Севастополя та неприпустимості відновлення масштабного водопостачання по Північно-Кримському каналу до окупованого Криму.
Підписала «12 пунктів стратегічного партнерства між Сполученими Штатами Америки та Україною». Презентація документу відбулась на Київському безпековому форуму 10 березня 2021 року. Заяву підтримали більше 70 українських і американських політиків та діячів, Посли США в Україні.

## Громадська діяльність
Під час навчання в КНУ імені Тараса Шевченка (2008—2014) брала участь у студентському самоврядуванні та культурному житті університету.
Лауреатка нагород за найкращі доповіді та наукові роботи на студентських наукових конференціях з міжнародних відносин та політології. Теми виступів: «Культурна безпека людини в системі національної безпеки держави», «Культурна безпека людини як інструмент розвитку держави», «Музика як засіб політичної маніпуляції», «Музика як засіб соціально політичного управління».
У 2011, 2012 та 2013 роках була стипендіаткою національної програми молодих лідерів «Завтра.UA». Брала участь у низці соціальних проєктів, заснувала соціально-культурний проєкт «Play For Change» з привернення уваги молоді до актуальних соціальних проблем суспільств, пов'язаних з розвитком особистості, освітою, захистом прав людини, важливістю активної життєвої позиції.
У 2013 та 2014 році активно виступала на підтримку Революції гідності. Відома грою на фортепіано на барикадах між протестувальниками та «Беркутом».
У 2014 та 2015 роках брала участь та отримала стипендії від Європейського форуму European Forum Alpbach. На форумі виступила з промовою про Українську мрію.
У 2014 році також брала участь від України в міжнародному форумі молодих лідерів зі всього світу Clinton Global Initiative University.
У 2015 році була співорганізаторкою, авторкою сценарію та ведучою концерту на підтримку бранців Кремля, організованого Міністерством закордонних справ України.
Того ж року заснувала стартап Kyiv Music Labs, спрямований на популяризацію української музики та допомогу українським музикантам.
Є членом швейцарської миротворчої ініціативи Caux Initiative of Change. У 2016 році пройшла освітню програму Caux Scholars Program, спрямовану на вивчення та аналіз конфліктів, перехідного правосуддя, миротворчості. У 2018 та 2019 співорганізовувала щорічну конференцію Caux Dialogue on Land and Security.
У 2018 та 2019 роках була учасницею ліберальної політичної платформи «Європейська сотня».
Запустила фонд Yellow Blue Strategy. На сайті стверджується, що це фонд культурної промоції України та свободи, а місія фонду: культурно інтегрувати Україну та промотувати її у світі.
6 січня 2021 року презентувала музичний проєкт «Як звучить Україна»: спільний проєкт YellowBlueStrategy та телеканалу Україна 24, де українські колядки та щедрівки пролунали у джазовому аранжуванні International Freedom Orchestra. У проєкті брали участь Христина Соловій, Tayanna, Jerry Heil, Антитіла, Альоша, Олег Скрипка і Воплі Відоплясова, Анастасія Багінська, Pianoбой, The Alibi Sisters, Ельзара Баталова, Ахтем Сеітаблаєв, Єлизавета Ясько.
З 8 лютого 2021 року стартувала авторська програма «Як звучить Україна» на телеканалі Україна 24. Мета програма — показати розмаїття, історичні, культурні особливості українських міст та регіонів. Вийшли в ефір програми про Київ, Житомир та Дніпро, Тернопіль та Маріуполь та Крим.
Була однією з героїнь у документальному фільмі «Майже доросла. Щоденник двадцятирічної» на телеканалі СТБ.

## Особисте життя
1 жовтня 2021 року Ясько опублікувала в Facebook спільне з Міхеілом Саакашвілі відео, де вони заявили, що закохані одне в одного. 10 жовтня Саакашвілі, перебуваючи в ув'язненні у Грузії, розповів, що вони з Ясько протягом багатьох місяців жили разом «як сім'я із повноправних партнерів».

## Нагороди
- Увійшла до списку «Топ-100 успішних жінок України» за версією видання «НВ» під номером 7 у рубриці «Політика».[39]
- Посіла друге місце у списку народних депутатів України, що найактивніше відстоюють інтереси України за кордоном (за версією опитування експертів, проведеного «Українською призмою»)[40].